# Palmas Bellas
Palmas Bellas è un comune (corregimiento) della Repubblica di Panama situato nel distretto di Chagres, provincia di Colón. Si estende su una superficie di 75,9 km² e conta una popolazione di 1.844 abitanti (censimento 2010).